# 106th Infantry Division

Scudetto da spalla della 106th Infantry Division

La 106th Infantry Division è stata una divisione dello United States Army, formata per servizio durante la Seconda guerra mondiale. Due dei suoi tre reggimenti furono sopraffatti e circondati nei primi giorni dell'offensiva delle Ardenne.